# Carlisle Adams
Pour les articles homonymes, voir Adams.
Carlisle M. Adams est un cryptographe canadien et chercheur en sécurité informatique, actuellement professeur à l'Université d'Ottawa. Son travail notable comprend la conception (avec Stafford Tavares) des algorithmes de chiffrement par bloc CAST-128 et CAST-256.